# Instytut Geografii Uniwersytetu Pedagogicznego im. KEN w Krakowie
Instytut Geografii Uniwersytetu Pedagogicznego im. KEN w Krakowie – jeden z dwóch instytutów Wydziału Geograficzno-Biologicznego Uniwersytetu Pedagogicznego im. Komisji Edukacji Narodowej w Krakowie. Zlikwidowany w 2023 r. w roku obchodów 75-lecia geografii na WSP/UP w wyniku kontrowersyjnej decyzji rektora uczelni Piotra Borka.

## Władze Instytutu
W kadencji 2020–2024 (kadencja została skrócona do 2023 w związku z likwidacją Instytutu):
| Stanowisko                                             | Imię i nazwisko                 |
| ------------------------------------------------------ | ------------------------------- |
| Dyrektor                                               | dr Wioletta Kilar               |
| Zastępca Dyrektora ds. Nauki i Współpracy Zagranicznej | dr hab. Jacek Szmańda, prof. UP |
| Zastępca Dyrektora ds. Dydaktycznych i Studenckich     | dr Franciszek Mróz              |

## Historia Instytutu

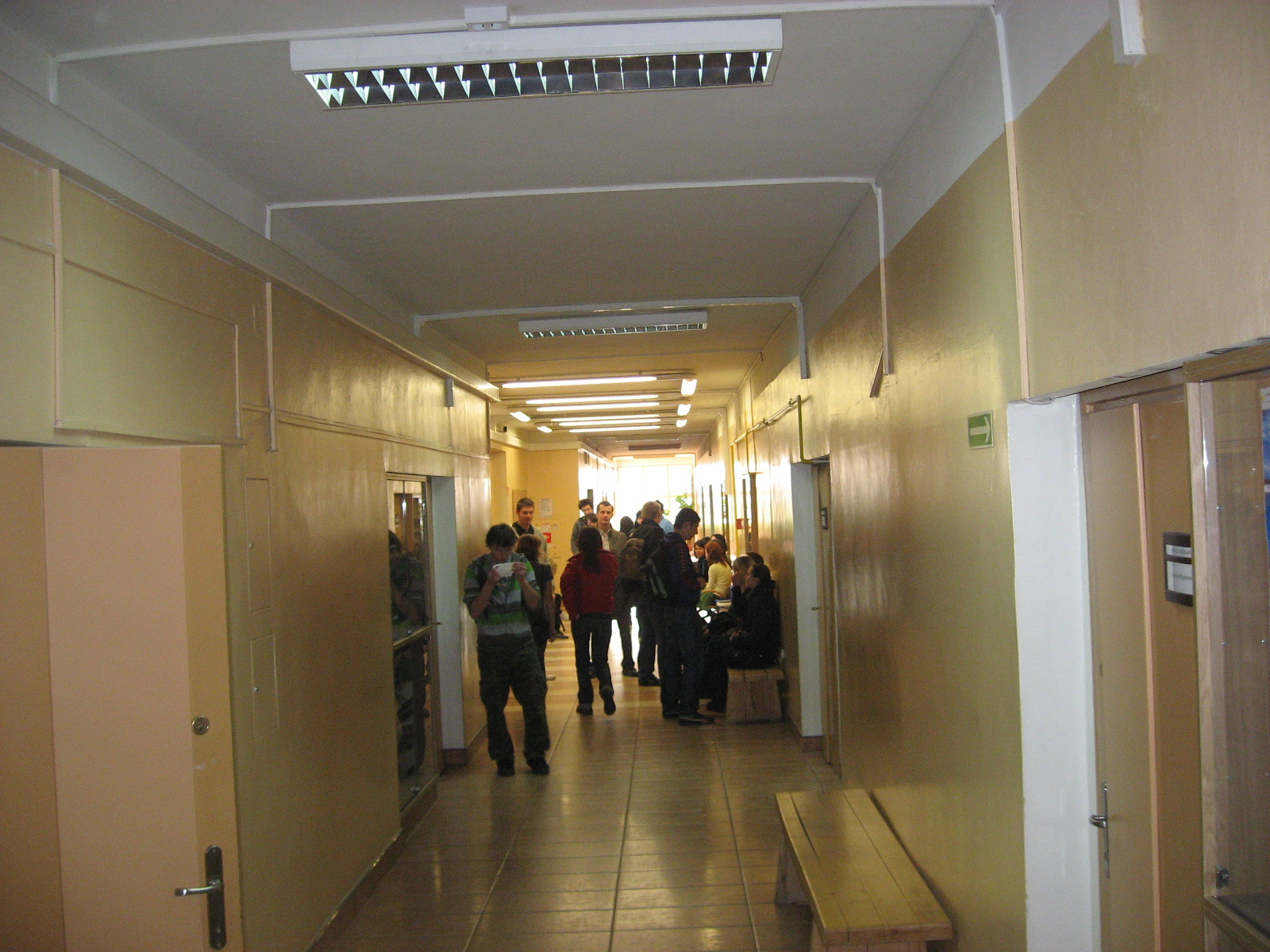
Instytut Geografii Uniwersytetu Pedagogicznego – V piętro

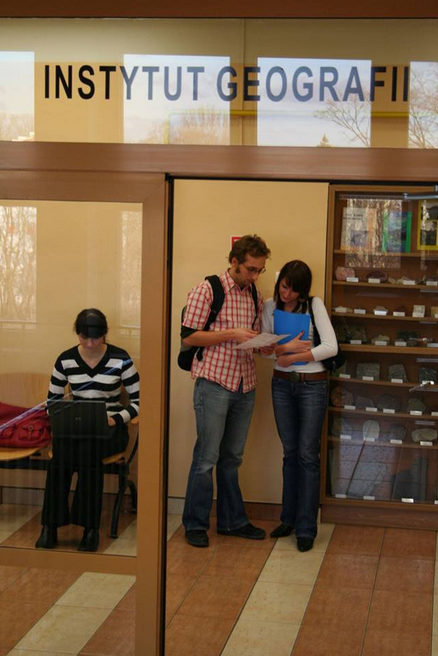
Wnętrze Instytutu Geografii Uniwersytetu Pedagogicznego

Początki Instytutu datowane są na dzień 11 maja 1946 roku, w którym to Minister Oświaty powołał Państwową Wyższą Szkołę Pedagogiczną w Krakowie. Pierwszym zakładem dydaktycznym, kształcącym młodych nauczycieli była pracownia geograficzna uruchomiona w roku 1947. W skład kadry nauczycielskiej wchodzili wówczas pracownicy naukowi oraz doświadczeni nauczyciele szkół średnich. Pracownikami naukowymi tamtego okresu byli pracownicy Uniwersytetu Jagiellońskiego: Józef Szaflarski, Władysław Milata i Franciszek Bieda. Jednym z nauczycieli praktyków była Maria Dobrowolska. W roku akademickim 1949/1950 nastąpiła reorganizacja uczelni. Powołano wówczas Wydział Geograficzno-Biologiczny. W rok później utworzono Zakład Geografii, którego kierownikiem została Maria Dobrowolska. Mieścił się on przy ul. Straszewskiego 22, a później został przeniesiony do Rynku Głównego 34. Tam rozpoczęła się organizacja biblioteki oraz zbiorów kartograficznych zakładu. Organizacja na uczelni wydziałów, zakładów oraz wzrost liczby studentów wymagały szybkiego rozwoju i stabilizacji własnej kadry, zdolnej do prowadzenia badań naukowych. W 1953 roku uruchomiono 3 katedry: Geografii Społeczno-Gospodarczej pod opieką dr Marii Dobrowolskiej, Katedry Geografii Fizycznej pod opieką dr Józefa Premika oraz Katedry Geografii Regionalnej i Zakładu Metodyki Nauczania pod opieką dr Rodiona Mochnackiego. W tamtych czasach na kierunku geografii pracowało trzech własnych wykładowców i trzech asystentów (m.in. Andrzej Maryański). Ośmiu pracowników z innych krakowskich uczelni prowadziło wykłady i ćwiczenia zlecone.
W roku akademickim 1955/56 zaangażowano na dodatkowe etaty doc. Jana Flisa z UJ, doc. Andrzeja Michalika z Instytutu Geologii w Warszawie oraz prof. Antoniego Wrzoska z UJ. W 1958 roku przy Katedrze Geografii Fizycznej oddzielny Zakład Geologii, którym kierował doc. Andrzej Michalik. Lata 60. owocowały wzrostem liczby samodzielnych pracowników naukowych. Rozszerzało się także grono młodej kadry na skutek otrzymania przez Wydział Geograficzno – Biologiczny prawa do nadawania stopnia doktora w 1959 roku.
W 1971 roku powstał Instytut Geografii, którego pierwszym dyrektorem został dr Jan Flis. Wydarzenie to zbiegło się z przeniesieniem kierunku geografii z Rynku Głównego 34 do nowego budynku przy ul. Podchorążych 2. W ramach instytutu w miejsce dawnych katedr utworzono samodzielne zakłady. Instytut Geografii w tamtym czasie składał się z 30 pracowników. Przez okres działalności instytutu wielu pracowników odchodziło na emeryturę, a ich funkcje przejmowali nowi zdobywając stopnie i tytuły naukowe. Stopień naukowy doktora otrzymało 17 pracowników, a stopień naukowy doktora habilitowanego uzyskało 10 osób. Pracownicy nauki pełnili różne funkcje organizacyjne w ramach instytutu, wydziału i uczelni.
Kolejny okres znacznej rozbudowy instytutu to lata 90., kiedy to utworzono dwa kolejne zakłady. Liczba pracowników instytutu wzrosła do 41. W roku akademickim 2002/03 uruchomiono witrynę instytutu. Obecnie instytut jest modernizowany.

## Struktura organizacyjna

### Zakład Dydaktyki Geografii
Zakład Dydaktyki Geografii powstał w miejscu dawnego Zakładu Metodyki Nauczania Geografii, utworzonego w roku 1958. Obecna nazwa funkcjonuje od roku 1971, czyli od roku utworzenia Instytutu Geografii. Pierwszym kierownikiem Zakładu był prof. dr Jan Flis.
Badania podstawowe Zakładu skoncentrowane są wokół celów kształcenia, doboru i układu treści, terminologii, optymalizacji metod nauczania i środków dydaktycznych w tym technik komputerowych. Ponadto kierunkiem badań Zakładu jest historia dydaktyki geografii oraz problemy edukacyjne szkoły wyższej. W ostatnim czasie popularna staje się również problematyka dydaktyki przyrody.
Spośród głównych problemów badawczych Zakładu Dydaktyki Geografii możemy wyróżnić:
- instytucjonalny rozwój dydaktyki geografii w Polsce
- rola geografii akademickiej w kształtowaniu postaw studentów
- rola geografii jako przedmiotu ogólnokształcącego na przełomie XX i XXI wieku
- teksty źródłowe i ich wykorzystanie w kształceniu geograficznym
- problemy edukacji mniejszości narodowych w Polsce i Europie oraz edukacji międzykulturowej
- kształcenie nauczycieli geografii w nowym systemie szkolnictwa wyższego i ich kompetencji przedmiotowych oraz dydaktycznych
- doskonalenie procesu dydaktycznego z zakresu dydaktyki geografii i dydaktyki przyrody

Zakład ma duże osiągnięcia w badaniach stosowanych, a szczególnie w tworzeniu autorskich programów nauczania geografii i przyrody. Do aplikacyjnych efektów prac badawczych w zakresie dydaktyki należy zaliczyć również przygotowanie nowych podręczników i pomocy szkolnych.
Ważnym przedsięwzięciem Zakładu Dydaktyki jest również współpraca prowadzona z zagranicznymi ośrodkami akademickimi. Do najważniejszych ośrodków, z którymi zakład prowadzi współpracę należą:
- Zakłady i Pracownie Dydaktyki Geografii w 13 polskich uczelniach kształcących nauczycieli geografii
- King Alfred’s College, Winchester, Wielka Brytania
- Uniwersytet Palackiego w Ołomuńcu, Czechy
- Pädagogische Hochschule Freiburg, Niemcy
- Uniwersytet Jana Ewangelisty w Usti n. Labem, Czechy
- Uniwersytet w Suczawie, Rumunia.

Samodzielni pracownicy naukowi:
- dr hab. Bożena Wójtowicz – kierownik Zakładu
- dr hab. Danuta Piróg

### Zakład Ekorozwoju i Kształtowania Środowiska Geograficznego
Jest to jeden z najmłodszych zakładów. Powstał w 1994 roku. Początkowo nosił nazwę Zakładu Ochrony i Kształtowania Środowiska Geograficznego. Pierwszym kierownikiem tego zakładu był prof. dr hab. Jan Lach. Współczesną nazwę zakładu ustanowiono w 2010 roku. Zainteresowania badawcze pracowników Zakładu koncentrują się wokół tematyki dotyczącej przekształceń środowiska przyrodniczego pod wpływem działalności człowieka.
Do głównych kierunków badawczych Zakładu Ekorozwoju i Kształtowania Środowiska Geograficznego należą:
- transformacja środowiska przyrodniczego pod wpływem działalności człowieka w wybranych obszarach Polski południowo-wschodniej
- transformacja rzeźby i zmiana struktury użytkowania gruntów
- zanieczyszczenia wód powierzchniowych i podziemnych
- struktury opadów atmosferycznych w dolinach rzek i potoków
- wysokość opadów atmosferycznych na obszarze polskich Karpat oraz Ojcowskiego Parku Narodowego
- oddziaływanie antropogenicznych zanieczyszczeń powietrza na zabytkowe budowle
- wpływ cmentarzy oraz masowych grobów z I i II wojny światowej na środowisko przyrodnicze ze szczególnym uwzględnieniem wód podziemnych
- zmiany stosunków wodnych pod wpływem antropopresji
- przejawy i mechanizm wietrzenia skał w środowiskach o różnej koncentracji zanieczyszczeń w atmosferze

Samodzielni pracownicy naukowi:
- dr hab. Wanda Wilczyńska-Michalik – kierownik Zakładu
- dr hab. Józef Żychowski

### Zakład Geologii
Pierwszy Zakład Geologii funkcjonował w latach 1958–1971. Jego kierownikiem był prof. dr Andrzej Michalik. Po długim okresie przerwy został reaktywowany w roku 1995. Kierownictwo nad nim objął dr hab. inż. Grzegorz Haczewski.
W ostatnich latach badania pracowników Zakładu Geologii skupiały się m.in. na:
- badaniach mikropaleontologicznych, opartych na zespołach otwornic, mikrofacjach i skamieniałościach śladowych kredy i paleogenu obszaru Karpat,
- badaniach paleośrodowisk basenów karpackich w kredzie i paleogenie
- badaniach procesów fluwialnych i limnicznych, a także akumulacji w kopalnych osuwiskowych Bieszczadów oraz Tatr Wysokich.

W latach 1995–2001 pracownicy Zakładu Geologii wykonali na zlecenie Państwowego Instytutu Geologicznego dwa arkusze Szczegółowej Mapy Geologicznej Polski w skali 1:50 000, Dźwiniacz Górny oraz Ustrzyki Górne.
Do najważniejszych publikacji pracowników Zakładu Geologii należy wyróżnić:
- Małecki J., Tarkowski R., 1999, Zarys paleontologii ogólnej i systematycznej, AGH Kraków
- Haczewski G., Kukulak J., Bąk K.,2007, Budowa geologiczna i rzeźba Bieszczadzkiego Parku Narodowego, Wydawnictwo Naukowe Akademii Pedagogicznej, Kraków
- Haczewski G., 2004, Encyklopedia jaskiń i wiedzy o krasie, Jaskinie 1 (34)

Samodzielni pracownicy naukowi:
- prof. dr hab. Krzysztof Bąk – kierownik Zakładu
- dr hab. Anna Małgorzata Wolska

### Zakład Geografii Fizycznej
Początkowo funkcjonowała Katedra Geografii Fizycznej, którą powołano w 1954 roku pod kierunkiem prof. dr Jerzego Premika. W roku 1972 Katedrę Geografii Fizycznej przekształcono w Zakład Geografii Fizycznej, którego kierownikiem został doc. dr Tadeusz Ziętara.
Pracownicy Instytutu Geografii Fizycznej koncentrują się głównie na badaniach Karpat, kotlin podkarpackich oraz Wyżyny Śląsko – Małopolskiej. Do podstawowej problematyki badań Zakładu należy:
- Problematyka rozwoju rzeźby (pod wpływem zdarzeń ekstremalnych)
- Transformacja stoków w Beskidach Zachodnich
- Skutki działania powodzi opadowych
- Transformacja wybranych karpackich dolin rzecznych
- Zmiany środowiska Karpat polskich wskutek wysiedlenia ludności po II wojnie światowej
- Paleogeografia Wyżyny Woźnicko–Wieluńskiej
- Zjawiska krasowe na Wyżynie Częstochowskiej

Problematyka badawcza Zakładu Geografii Fizycznej obejmuje także zagadnienia geografii gleb oraz biogeografii
Samodzielni pracownicy naukowi:
- dr hab. Józef Kukulak – kierownik Zakładu
- prof. dr hab. Roman Soja
- dr hab. Tomasz Bryndal
- dr hab. Joanna Zawiejska

### Zakład Geoinformacji i Badań Geośrodowiskowych
Samodzielni pracownicy naukowi:
- prof. dr hab. Adam Łajczak – kierownik Zakładu
- dr hab. Jacek Szmańda

### Zakład Geografii Społeczno-Ekonomicznej
Zakład powstał w miejsce Katedry Geografii Gospodarczej, która istniała od 1954 roku. Kierownikiem katedry była prof. dr Maria Dobrowolska. W roku 1972, czyli tuż po powstaniu Instytutu Geografii na miejsce katedry powołano Zakład Geografii Ekonomicznej, którego kierownikiem został prof. dr hab. Lech Pakuła. Od 2009 roku jest to Zakład Geografii Społeczno-Ekonomicznej, którego kierownikiem jest prof. dr hab. Zbigniew Długosz.
Prace badawcze pracowników zakładu koncentrują się głównie na zagadnieniach związanych z geografią ludności i osadnictwa. Do wybranej problematyki badawczej Zakładu należy:
- Przemiany struktur demograficznych, starzenie się społeczeństwa
- Migracje
- Przestrzenne zróżnicowanie zaludnienia
- Regionalne zróżnicowanie sieci miejskiej
- Zmiana w strukturze własności i użytkowania ziemi w miastach
- Kształtowanie się i przemiany strefy podmiejskiej
- Wielofunkcyjny rozwój wsi na obszarach górskich
- Problematyka rozwoju miast w różnych regionach Świata
- Konsekwencje procesów transformacji gospodarczej na terenie Polski, a zwłaszcza obszaru Karpat polskich

Na dodatek w Zakładzie prowadzone są badania z zakresu geografii przemysłu Polski oraz geografii rolnictwa (rozwój obszarów wiejskich Podhala). Dużo tematyki poświęconej jest też charakterystyce demograficznej pogranicza polsko – litewskiego oraz rozwoju gospodarczego w krajach Ameryki Łacińskiej.
Do najważniejszych publikacji książkowych Zakładu Geografii Społeczno-Ekonomicznej należą:
- Długosz Z., 2000, Przemiany na mapie politycznej Świata, WSZiA, Zamość
- Kurek S., 2008, Typologia starzenia się ludności Polski w ujęciu przestrzennym, Wydawnictwo naukowe Akademii Pedagogicznej, Kraków
- Długosz Z., 2012, Historia odkryć geograficznych i poznania Ziemi, PWN, Warszawa

Samodzielni pracownicy naukowi:
- prof. dr hab. Zbigniew Długosz – kierownik Zakładu
- dr hab. Sławomir Kurek
- dr hab. Agnieszka Kwiatek-Sołtys

### Zakład Przedsiębiorczości i Gospodarki Przestrzennej
Zakład (od 2019 r. Katedra) Przedsiębiorczości i Gospodarki Przestrzennej powstał w 2000 roku. Pierwszym jego kierownikiem był prof. dr hab. Zbigniew Zioło, obecnie jest nim dr hab. Tomasz Rachwał, prof. UP.
Badania naukowe zakładu skoncentrowane są na teoretycznych problemach geografii ekonomicznej, przedsiębiorczości i gospodarki przestrzennej, do których należą:
- metodologia nauk geograficznych i historii rozwoju myśli geograficznej,
- metodologia badań przemian struktur regionalnych,
- rozwój teoretycznych koncepcji geografii przemysłu,
- procesy kształtowania się i strategia rozwoju społecznego,
- procesy globalizacji i integracji europejskiej oraz funkcjonowania korporacji międzynarodowych,
- kształtowanie się struktur regionalnych w Europie,
- funkcje przemysłu i usług w fazie rozwoju informacyjnego,
- procesy transformacji gospodarki krajowej,
- wdrażanie problematyki przedsiębiorczości do edukacji na poziomie gimnazjalnym i ponadgimnazjalnym,
- rola przedsiębiorczości w kształtowaniu społeczeństwa informacyjnego,
- wpływ edukacji w zakresie przedsiębiorczości na rozwój firm,
- gospodarka przestrzenna miast i rola innowacyjności w ich rozwoju
- problematyka funkcjonowania transportu,
- kształtowanie się struktur regionalnych oraz biegunów wzrostu w Europie
- kształtowanie postaw przedsiębiorczych i kompetencji biznesowych uczniów
- rola postaw przedsiębiorczych i etyki w życiu społeczno-gospodarczym

Zakład prowadzi współpracę z instytucjami naukowymi na różnym szczeblu. Należą do nich m.in.:
- Komitet Przestrzennego Zagospodarowania Kraju przy prezydium PAN w Warszawie
- Komisja Nauk Ekonomicznych PAN oddział w Krakowie
- Komisja Geografii Przemysłu Polskiego Towarzystwa Geograficznego
- Polskie Towarzystwo Geograficzne
- Departament Edukacji Komisji Nadzoru Finansowego
- Fundacja Edukacja dla Społeczeństwa
- Okręgowa Komisja Egzaminacyjna
- Narodowy Bank Polski – Portal edukacji ekonomicznej NBPortal.pl
- Stowarzyszenie Regionalistyki (Regional Science Association)
- Europejskie Stowarzyszenie Zasobów Przyrodniczych i Ekonomicznych (European Association of Environmental and Resource Economists)

W Zakładzie Przedsiębiorczości i Gospodarki Przestrzennej koncentruje się ogólnopolska działalność Komisji Geografii Przemysłu Polskiego Towarzystwa Geograficznego w Warszawie oraz redakcja ogólnopolskiego czasopisma naukowego „Prace Komisji Geografii Przemysłu Polskiego Towarzystwa Geograficznego”. Prace te są kontynuacją wydawanych wcześniej publikacji zbiorowych. Od 1985 roku organizowane są coroczne konferencje (od 2008 roku także międzynarodowe) z cyklu problematyki transformacji przemysłu i usług.
Działalność zakładu to również dydaktyka przedsiębiorczości. Dr hab. Tomasz Rachwał wraz z prof. PWSZ dr hab. Zbigniewem Makiełą opracował koncepcję nauczania podstaw przedsiębiorczości w szkołach ponadgimnazjalnych. Obejmuje ona zatwierdzony przez MENiS program nauczania, podręcznik z multimedialnym CD i zeszyt ćwiczeń dla ucznia, poradnik metodyczny dla nauczyciela z CD oraz scenariusze zajęć dydaktycznych, które powstawały we współpracy z innymi autorami. Wydany został również jedyny na rynku słownik szkolny „podstaw przedsiębiorczości”, autorstwa T.Rachwała, a w 2012 r. nowy podręcznik i zeszyt ćwiczeń „Krok w przedsiębiorczość” zgodny ze zmienioną podstawą programową dla szkół ponadgimnazjalnych. W związku z potrzebą kształtowania postaw przedsiębiorczych Zakład corocznie organizuje pod patronatem Komisji Nadzoru Finansowego ogólnopolskie metodyczne konferencje naukowe połączone ze Zjazdem Nauczycieli Przedsiębiorczości, poświęcone tej tematyce. Jest także wydawcą czasopisma naukowego „Przedsiębiorczość – Edukacja”.
Pracownicy Zakładu są współautorami złożonego w MEN projektu podstawy programowej podstaw przedsiębiorczości w zakresie rozszerzonym dla liceum ogólnokształcącego, liceum profilowanego i technikum. Projekt ten powstał pod kierownictwem dra Tomasza Rachwała, który jest także autorem oceny projektu zmian podstawy programowej podstaw przedsiębiorczości, przedstawionej przez MEN w 2008 roku w ramach reformy systemu edukacji.
Do najważniejszych publikacji książkowych pracowników Zakładu należą:
- Wilczyński W., Wilczyńska E., 1999, Geografia dla gimnazjum część 1, Oficyna Wydawnicza Graf-Punkt, Warszawa
- Dorocki S., 1999, Monografia społeczno-gospodarcza gminy Krynica, Urząd Gminy Uzdrowiskowej, Krynica
- Wilczyński W., Wilczyńska E., 1999, Program nauczania i przewodnik metodyczny dla gimnazjum Oficyna Wydawnicza Graf-Punkt, Warszawa
- Wilczyński W., Wilczyńska E., 2000, Geografia dla gimnazjum część 2, Oficyna Wydawnicza Graf-Punkt, Warszawa
- Wilczyński W., Wilczyńska E., 2000, Przewodnik metodyczny do Gimnazjalnego Atlasu Geograficznego i Atlasu Geograficznego dla Szkół Średnich, PPWK, Warszawa
- Wilczyński W., 2002, Elementarz geograficzny: skrypt dla studiujących, Wyd. jedność, Kielce
- Makieła Z., Rachwał T., 2002, Podstawy przedsiębiorczości – podręcznik dla liceum ogólnokształcącego. liceum profilowanego i technikum, Nowa Era, Warszawa
- Makieła Z., Rachwał T., 2002, Podstawy przedsiębiorczości – zeszyt ćwiczeń dla liceum ogólnokształcącego. liceum profilowanego i technikum, Nowa Era, Warszawa
- Borowiec M., Rachwał T., i in., 2003, Podstawy przedsiębiorczości. Scenariusze zajęć dla liceum ogólnokształcącego, liceum profilowanego i technikum, Nowa Era, Warszawa
- Rachwał T., 2004, Podstawy przedsiębiorczości – słownik dla liceum ogólnokształcącego. liceum profilowanego i technikum, Nowa Era, Warszawa
- Wilczyński W., 2007 Leksykon wiedzy geograficznej, Wyd. Jedność, Kielce
- Makieła Z., Rachwał T., 2012, Krok w przedsiębiorczość – podręcznik do podstaw przedsiębiorczości dla szkół ponadgimnazjalnych, Nowa Era, Warszawa
- Makieła Z., Rachwał T., 2012, Krok w przedsiębiorczość – zeszyt ćwiczeń do podstaw przedsiębiorczości dla szkół ponadgimnazjalnych, Nowa Era, Warszawa
- Rachwał T., 2013, Oblicza geografii 2. Podręcznik dla liceum i technikum, zakres rozszerzony, Nowa Era, Warszawa

Ponadto pracownicy Zakładu zaangażowani byli w wydanie ponad 30-tomowej Wielkiej Encyklopedii PWN wydanej w latach 2001–2005 oraz 10-tomowej Encyklopedii Geograficznej Świata wyd. OPRES wydanej w roku 1997.
Samodzielni pracownicy naukowi:
- dr hab. Tomasz Rachwał, prof. UP – kierownik Zakładu
- dr hab. Wojciech Piontek, prof. UP
- dr hab. Witold Wilczyński, prof. UP

### Zakład Turystyki i Badań Regionalnych
Początki tego zakładu sięgają roku 1954, w którym utworzono Katedrę Geografii Regionalnej kierowaną przez prof. Rodiona Mochnackiego. Po przeniesieniu Instytutu geografii na ul. Podchorążych 2 ową katedrę przekształcono w Zakład Geografii Regionalnej, nad którym kierownictwo objął prof. dr hab. Andrzej Maryański.
Zakład Turystyki i Badań Regionalnych został powołany do życia 7 kwietnia 2008 roku. Pierwszym jego kierownikiem został dr hab. Roman Malarz. Najważniejszym wyzwaniem dla zakładu w tamtym czasie było opracowanie warunków przyjęcia, standardów kształcenia oraz sylwetki absolwenta na studiach licencjackich kierunku turystyka i rekreacja utworzonym w dniu 2 czerwca 2008 roku, który wystartował w lutym 2009 roku.
Badania naukowe z zakresu geografii turystycznej mają na Instytucie Geografii wieloletnią tradycję. Prowadzone one były w ramach geografii regionalnej. Pierwszą z opublikowanych prac z zakresu turystyki była publikacja Rodiona Mochnackiego na początku lat 30. XX wieku, pt. Tarnów i okolica jako teren wycieczek geograficznych. Krajoznawstwo i wycieczki szkolne były pierwszym tematem publikacji pracowników naukowych Katedry Geografii WSP w Krakowie. W latach 70. pojawił się cykl opracowań tras drogowych i kolejowych wychodzących z Krakowa, które redagowane były pod przewodnictwem prof. Sławomira Piskorza. W latach 90. Zakład Geografii Regionalnej rozpoczął współpracę z Wydawnictwem Kluszczyński z Krakowa, co zaowocowało opracowaniem kilku encyklopedii i wydawnictw albumowych. W ostatnich latach w Zakładzie Turystyki i Badań Regionalnych podejmuje się prace badawcze związane z problematyką:
- potencjału turystycznego wybranych regionów Polski i świata
- waloryzacji turystycznej gmin Małopolski
- wpływu turystyki na kształtowanie krajobrazu kulturowego regionu
- turystyki religijnej ze szczególnym uwzględnieniem roli szlaków pielgrzymkowych w Polsce i Europie
- turystyki w krajach Azji południowo-wschodniej
- geostatystyki w badaniach regionalnych Polski
- walorów turystycznych Svalbardu
- wykorzystania narzędzi geoinformacyjnych w kreowaniu oferty turystycznej regionu

Pracownicy zakładu często uczestniczą w projektach edukacyjnych opracowując różnego typu przewodniki turystyczne oraz książki popularnonaukowe. Ponadto uczestniczą również w pracach badawczych związanych z problematyką geomorfologiczną, geografii regionalnej, kartografii oraz dydaktyki geografii.
Do wybranych pozycji książkowych i encyklopedycznych opublikowanych przez pracowników wcześniejszego Zakładu Geografii Regionalnej należą:
- Szubert M., 1997, Ilustrowana encyklopedia dla dzieci i młodzieży, Wyd. Kluszczyński, Kraków
- Kollar D., Lacika J., Malarz R., 1998, Slovensko-polske Tatry, Dajama, Bratysława
- Malarz R. (red.), 1999, Encyklopedia Powszechna, Wyd. Kluszczyński, Kraków
- Szubert M. (red.), 2000, Encyklopedia podręczna, Wyd. Kluszczyński, Kraków
- Szubert M. (red.), 2001, Encyklopedia gimnazjalisty, Wyd. Kluszczyński, Kraków
- Malarz R. (red.), 2001, Encyklopedia: Geografia turystyczna świata, Wyd. Kluszczyński, Kraków
- Malarz R., 2002, Cuda natury, Wyd. Kluszczyński, Kraków
- Malarz R., 2003, Polskie Góry, Wyd. Kluszczyński, Kraków
- Malarz R., 2003, Parki narodowe świata, Wyd. Kluszczyński, Kraków
- Warcholik W., 2004, Grecja,Wyd. Kluszczyński, Kraków
- Warcholik W., Kwiatek M., Kwiatek B., Horzela D., Korkuć M.,2004,Europa, Wyd. Kluszczyński, Kraków
- Warcholik W., Cała M., 2005, Karkonosze, Wyd. Kluszczyński, Kraków
- Warcholik W.,Gaweł Ł., 2005, Cuda natury, Wyd. Kluszczyński, Kraków
- Cabaj W., Kruczek Z., 2007,  Podstawy geografii turystycznej, Proksenia, Kraków

Pracownicy byłego Zakładu Geografii Regionalnej byli również autorami poszczególnych tomów Encyklopedii geograficznej świata opublikowanej w 1997 roku przez wydawnictwo OPRES z Krakowa.
Samodzielni pracownicy naukowi:
- dr hab. Mariusz Szubert – kierownik Zakładu
- dr hab. Peter Čuka
- dr hab. Michał Żemła

### Pracownia Geograficznych Systemów Informacyjnych i Technik Komputerowych
Samodzielni pracownicy naukowi:
- dr Paweł Struś – kierownik Pracowni
- dr hab. Tomasz Bryndal

## Kierunki i formy kształcenia

### Historia kształcenia w IG UP
- 1946 – Uruchomienie studiów geograficznych (kształcono młodzież przez 3 lata na nauczycieli szkół podstawowych)
- 1949 – Wprowadzenie 3-letnich stacjonarnych studiów geograficznych
- 1954 – Wprowadzenie 4-letnich studiów stacjonarnych (pierwsze studia w charakterze akademickim)
- 1958 – Uruchomiono 5-letnie studia stacjonarne kończące się egzaminem magisterskim oraz studia zaoczne
- 1969 – Reorganizacja studiów stacjonarnych. Początek kształcenia dwustopniowego
- 1974–1981 – Funkcjonowanie zaocznych studiów doktoranckich z dydaktyki geografii
- 1983 – Realizacja 5-letnich studiów magisterskich w trybie stacjonarnym oraz niestacjonarnym
- 2007 – Reorganizacja studiów w oparciu o system boloński. Kształcenie dwustopniowe
- 2009 – Uruchomienie nowych kierunków na studiach I stopnia: turystyki i rekreacji oraz ochrony środowiska (pierwszych studiów inżynierskich na IG UP)
- 2011 – Zakończenie studiów przez ostatni rocznik studiów jednolitych magisterskich, uruchomienie studiów doktoranckich z geografii oraz studiów inżynierskich I stopnia na kierunku gospodarka przestrzenna

### Obecne kierunki i formy kształcenia
- Studia stacjonarne I stopnia (licencjackie)
  - geografia
  - turystyka i rekreacja
  - gospodarka przestrzenna (inżynierskie)
- Studia stacjonarne II stopnia (magisterskie)
  - geografia
  - turystyka i rekreacja
  - gospodarka przestrzenna
- Studia III stopnia (doktoranckie)
  - geografia (od 1.10.2019 geografia społeczno-ekonomiczna i gospodarka przestrzenna)
- Studia niestacjonarne I stopnia (licencjackie)
  - geografia
  - turystyka i rekreacja
  - gospodarka przestrzenna (inżynierskie)
- Studia niestacjonarne II stopnia (magisterskie)
  - geografia
- Studia podyplomowe
  - geografia
  - przedsiębiorczość
  - przyroda w szkole podstawowej
  - geoinformacja w edukacji
- Studia międzywydziałowe
  - ochrona środowiska (inżynierskie)

### Specjalizacje do wyboru (niektóre z szerokiej oferty)
- geografia
  - geografia z przyrodą (nauczycielska)
  - geografia z turystyką
  - geografia z przedsiębiorczością (nauczycielska)
  - geografia z wiedzą o społeczeństwie (nauczycielska)
  - geografia z gospodarką przestrzenną
- turystyka i rekreacja
  - przedsiębiorczość w turystyce
  - pilotaż i przewodnictwo po Polsce
  - geoturystyka
- gospodarka przestrzenna
  - geoinformacja
  - zarządzanie rozwojem lokalnym i regionalnym
  - gospodarowanie odnawialnymi źródłami energii
- ochrona środowiska
  - zarządzanie środowiskiem geograficznym
  - gospodarowanie odnawialnymi źródłami energii

## Biblioteka Instytutu Geografii (obecnie Wydziału Geograficzno-Biologicznego)

### Historia Biblioteki Instytutu Geografii
Biblioteka Instytutu geografii powstała w 1951 roku. Stało się to w momencie powstania Zakładu Geografii, w którym to jedno pomieszczenie przeznaczono na pracownię i właśnie w tej pracowni zaczęto gromadzić książki związane tematycznie z geografią. Były to książki, które Biblioteka Główna wydzieliła ze swoich zasobów i przekazała w depozyt Zakładowi. Kolejne pomieszczenie na rzecz przyszłej biblioteki wygospodarowano w 1952 roku. W roku 1953 utworzono lektorium czynne w okresie wolnym od zajęć dydaktycznych.
Przełomowym momentem w funkcjonowaniu biblioteki był rok 1956, kiedy to wydzielono osobne pomieszczenie na lektorium, a studenci uzyskali dostęp do zbiorów i możliwość korzystania z nich na miejscu. Do 1965 roku biblioteka funkcjonowała jako jednostka niesamodzielna.
Pierwsza organizatorką i opiekunem naukowym biblioteki była prof. Maria Dobrowolska, której imieniem nazwano obecną czytelnię. Dyżury w bibliotece pełnili wówczas asystenci w ramach swoich obowiązków. W 1963 roku zbiory biblioteczne liczyły ponad 6 tys. jednostek inwentarzowych.
Pierwszy etat biblioteczny przyznano jednostce w 1965 roku. Od tego momentu datuje się usamodzielnienie biblioteki. Wobec tego wszelkie prace związane z biblioteką mogły być już wykonywane na miejscu, a nie w bibliotece głównej.
Wiosną 1970 roku, kiedy Instytut przeniósł się na ul. Podchorążych wówczas biblioteka otrzymała swoje pomieszczenie na IV piętrze. W roku 1975 przyznano bibliotece drugi etat, co wydłużyło czas otwarcia zarówno samej biblioteki, jak i czytelni. Pracownikami biblioteki mogli być jedynie absolwenci geografii, ponieważ znajomość literatury geograficznej była niezbędna.
W roku 2011 miała miejsce modernizacja czytelni, która polegała m.in. na unowocześnieniu jej wyposażenia.
Dziś biblioteka pełni funkcje usługową oraz wymiany bibliotecznej z innymi naukowymi bibliotekami geograficznymi w Polsce. Ponadto biblioteka prowadzi działalność dydaktyczno – szkoleniową, która polega na udzieleniu pomocy w wyszukiwaniu literatury, jak i przeprowadzaniu szkoleń bibliotecznych dla studentów I roku.

### Księgozbiór
Zakres tematyczny księgozbioru związany jest ściśle z kierunkiem geografii oraz dziedzinami specjalizacyjnymi (przedsiębiorczość, gospodarka przestrzenna, turystyka, ochrona środowiska, przyroda), a także szerokim wachlarzem nauk pokrewnych i pomocniczych.
Zasoby biblioteki można podzielić na dwa rodzaje. Pierwszym z nich jest tzw. stary księgozbiór będący zaczątkiem samego powstania biblioteki. Drugim jest księgozbiór tworzony do chwili obecnej.
Oprócz tego zbiory biblioteki wspomagają także liczne egzemplarze z księgozbiorów prywatnych: Hoffmanów, Dyakowskich, Antoniego Gąsiorowskiego oraz Henryka Rowida. Szczególnie cenne są książki z autografami pracowników organizujących i współtworzących najpierw Zakład Geografii, a potem Instytut Geografii: Franciszka Biedy, Józefa Premika czy Marii Dobrowolskiej. W późniejszym czasie stało się zwyczajem ofiarowywanie przez pracowników Instytutu Geografii specjalnych publikacji przez co biblioteka wzbogaciła się o wiele cennych dla geografów naukowych publikacji. Oprócz książek przez wiele lat gromadzono wiele słowników tematycznych i językowych, a także encyklopedii powszechnych i branżowych, map, atlasów, leksykonów czy materiałów statystycznych. Dla celów dydaktycznych gromadzone były również podręczniki szkolne.
Biblioteka Instytutu geografii posiada też bogaty zbiór czasopism, z tym że niektóre tytuły są niekompletne.
Do najważniejszych czasopism dostępnych w bibliotece należą:
- „Czasopismo Geograficzne”
- „Wierchy”
- „Polski Przegląd Kartograficzny”
- „Przegląd Geograficzny”

Oprócz czasopism polskich w zbiorach bibliotecznych znajdują się również czasopisma zagraniczne. Wiele czasopism obok wersji drukowanej posiada dziś równoległą wersje elektroniczną.
Obecne zbiory biblioteki liczą ok. 25,6 tys. wolumenów z czego 18,2 tys. przypada na publikacje zwarte (książki). Czasopisma oraz wydawnictwa ciągłe liczą łącznie 4650 egzemplarzy, a oprócz tego zgromadzonych jest jeszcze 2140 map i atlasów. Uzupełnieniem tych zasobów są też odbitki artykułów, których łączna suma sięga około tysiąca.
Część księgozbioru posiada charakter uniwersalny, jednak przeważają pozycje o charakterze dziedzinowym. Z racji, iż niezwykle cenne dla geografa są materiały statystyczne biblioteka posiada wydawnictwa GUS, roczniki branżowe oraz roczniki statystyczne miast i roczniki województw.

### Katalog
Katalog alfabetyczny jest podstawowym źródłem informacji o księgozbiorze. Tworzono go od początku gromadzenia zbiorów bibliotecznych. Rozrastanie się katalogu wymagało utworzenie katalogów pomocniczych.
W połowie lat 70. Wacław Cabaj z żoną Krystyną utworzył schemat katalogu rzeczowego, klasyfikującego zasoby według treści w obrębie dziedzin nauk geograficznych. Konsultantem naukowym tego projektu był prof. dr Jan Flis. Do dziś katalog rzeczowy jest najczęściej użytkowany przez czytelników.
Oprócz katalogu rzeczowego w bibliotece znajduje się kilka katalogów pomocniczych, jak np. katalog czasopism, katalog publikacji pracowników Instytutu czy w końcu katalog prac magisterskich i licencjackich.
Od 2008 roku biblioteka rozpoczęła katalogowanie elektroniczne połączone z retrokonwersją księgozbioru (przenoszeniu wcześniejszych opisów z systemu kartkowego Biblioteki IG do katalogu komputerowego).

### Czytelnia
W czytelni znajduje się 20 miejsc do pracy oraz kilka stanowisk komputerowych z dostępem do Internetu. Czytelnicy obsługiwani są przez kustosza biblioteki będącego zarazem jej kierownikiem lub młodszego bibliotekarza.

## Zbiory kartograficzne Instytutu Geografii

### Historia Zbiorów Kartograficznych Instytutu Geografii
Pierwsze mapy pozyskane zostały w 1955 roku przez profesorów Marię Dobrowolską i Jana Flisa. Pierwsze mapy pochodziły najczęściej z zakupów antykwarycznych oraz z rozwiązanych w czasie okupacji szkół.
Kiedy w roku akademickim 1956/57 Zakład Geografii wszedł w posiadanie pomieszczenia przy Rynku Głównym 34 na II piętrze dla gromadzenia map zagospodarowano wtedy bardzo mały aneks bez okna, obity blachą. Tam znajdowały się dwie szafy z kilkunastoma szufladami. Pomieszczenie to było wydzielone z sali, w której znajdował się gabinet kierownika, sekretariat i pokój asystencki. Na samym początku opiekę nad zbiorami sprawowali asystenci: Andrzej Maryański i Lech Pakuła.
Przez cały okres działalności gromadzenie materiałów kartograficznych przebiegało dwutorowo. Powodem tego był różny charakter wydawnictw kartograficznych. Zbiory zawierały bowiem materiały wydawnictw jawnych oraz tajnych, objętych ściśle określonymi przepisami dotyczącymi ich przechowywania.

### Opiekunowie Zbiorów Kartograficznych Instytutu Geografii
| Opiekun                      | Przedział czasowy (lata) |
| ---------------------------- | ------------------------ |
| Barbara Michalczyk (Humpich) | 1968–2005                |
| Piotr Ryncarz                | 2005–2007                |
| Sebastian Warzecha           | 2007–2008                |
| Szymon Biały                 | od 2008                  |

### Zasoby Zbiorów Kartograficznych Instytutu Geografii
Do podstawowych zasobów Zbiorów Kartograficznych należą:
- mapy topograficzne z okresu międzywojennego wydawane przez WIG
- mapy topograficzne w układzie Borowa Góra
- mapy topograficzne w układzie 1965
- mapy topograficzne w układzie 1992
- mapy topograficzne w układzie WGS-84
- mapy administracyjne – różne rodzaje
- mapy tematyczne – różne rodzaje

## Dyrektorzy Instytutu Geografii
- 1947–1951 – prof. dr Franciszek Bieda (Pracownia Geograficzna przy ul. Straszewskiego)
- 1952–1953 – prof. dr Maria Dobrowolska (Zakład Geografii)
- 1972–1976 – prof. dr Jan Flis
- 1977–1981 – prof. dr Andrzej Michalik
- 1982–1991 – doc. dr Tadeusz Ziętara
- 1992–1997 – prof. dr hab. Bronisław Górz
- 1997–2000 – prof. dr hab. Zbigniew Zioło
- 2000–2006 – prof. dr hab. Jan Lach
- 2006–2008 – dr hab. Roman Malarz
- 2008–2020 – dr hab. Tomasz Rachwał
- 2020–2023 – dr Wioletta Kilar

## Działalność naukowa i edukacyjna Instytutu Geografii

### Projekty badawcze i edukacyjne
Instytut Geografii zaangażowany jest w kilka ważnych projektów badawczych. Część z tych projektów pełni również duża rolę edukacyjną.
Wybrane projekty badawcze i edukacyjne Instytutu Geografii
- Zdolni do biznesu – kształtowanie kompetencji biznesowych uczniów
- Krok w przedsiębiorczość
- Absolwenci studiów geograficznych na rynku pracy w Polsce i wybranych krajach Unii Europejskiej

### Konferencje Naukowe
Zakład Przedsiębiorczości i Gospodarki Przestrzennej Instytutu geografii Uniwersytetu Pedagogicznego w Krakowie jest współorganizatorem dwóch konferencji organizowanych corocznie:
- Międzynarodowej Konferencji Naukowej, której problematyka poświęcona jest geografii przemysłu i usług
- Konferencji Metodycznej, dotyczącej problematyki przedsiębiorczości. Konferencja metodyczna połączona jest z Ogólnopolskim Zjazdem Nauczycieli Przedsiębiorczości.

Oprócz tego sporadycznie organizowane są inne konferencje oraz sesje naukowe.

### Spotkania
W Instytucie Geografii mają miejsce regularne spotkania oddziału krakowskiego Polskiego Towarzystwa Geograficznego.

### Działalność na rzecz oświaty
Na szczególną uwagę zasługuje zaangażowanie pracowników Instytutu w tworzenie podręczników do różnego typu szkół. Pracownicy Instytutu Geografii są autorami podręczników, zeszytów ćwiczeń, programów nauczania, poradników dla nauczycieli i płyt multimedialnych z zakresu geografii i przedsiębiorczości. Do podręczników, jakie w ostatnich latach zostały wydane należą m.in.:
- Zając S., 2000, Geografia Polski, Podręcznika dla klasy III gimnazjum, WSiP, Warszawa
- Newińska A., Plit F., Zając S., 2001, Geografia 1-3. Sprawdziany dla gimnazjalistów, WSiP, Warszawa
- Makieła Z., Rachwał T., 2002, Podstawy przedsiębiorczości, Podręcznik dla liceum ogólnokształcącego, liceum profilowanego i technikum, Nowa Era, Warszawa
- Makieła Z., Rachwał T., 2002, Podstawy przedsiębiorczości, Zeszyt ćwiczeń dla liceum ogólnokształcącego, liceum profilowanego i technikum, Nowa Era, Warszawa
- Kassenberg A., Osuch E., Osuch W., 2003, Geografia z ochroną i kształtowaniem środowiska, Podręcznik dla zasadniczych szkół zawodowych, WSiP, Warszawa
- Osuch W., Sienkiewicz-Dembek B., 2003, Geografia z ochroną i kształtowaniem środowiska, Poradnik metodyczny z programem nauczania oraz sprawdziany osiągnięć dla nauczycieli zasadniczych szkół zawodowych, WSiP, Warszawa
- Uliszak R.,2005, Puls Ziemi 2, Podręcznik dla klasy 2 gimnazjum, wyd. ROŻAK, Warszawa
- Szubert M., 2009, Planeta Nowa 3,Geografia dla gimnazjum. Klasa 3, Nowa Era, Warszawa
- Malarz R., 2009, Planeta Nowa 1, Podręcznik do geografii dla klasy 1 gimnazjum, Nowa Era, Warszawa Malarz R., 2009, Puls Ziemi 1, Podręcznik dla klasy 1 gimnazjum, Nowa Era, Warszawa
- Makieła Z., Rachwał T., 2012, Krok w przedsiębiorczość, Podręcznik do podstaw przedsiębiorczości dla szkół ponadgimnazjalnych, Nowa Era, Warszawa
- Makieła Z., Rachwał T., 2012, Krok w przedsiębiorczość, Zeszyt ćwiczeń do podstaw przedsiębiorczości dla szkół ponadgimnazjalnych, Nowa Era, Warszawa
- Dorocki, S., Kilar, W., Rachwał, T., Świętek, A., Zdon-Korzeniowska M., 2012. Biznes plan krok po kroku. Poradnik dla uczniów i uczennic. Nowa Era, Warszawa
- Uliszak R., Wiedermann K., 2012, Oblicza geografii, Podręcznik dla szkół ponadgimnazjalnych. Zakres podstawowy, Nowa Era, s. 183
- Malarz R., Więckowski M., 2012, Oblicza geografii 1, Podręcznik dla liceum ogólnokształcącego i technikum. Zakres rozszerzony, Nowa Era, Warszawa
- Rachwał T., 2013, Oblicza geografii 2, Podręcznik dla liceum ogólnokształcącego i technikum. Zakres rozszerzony, Nowa Era, Warszawa.

## Działalność wydawnicza Instytutu Geografii
Serie wydawnicze Instytutu Geografii:
- Annales Universitatis Paedagogicae Cracoviensis Studia Geographica
- Prace Komisji Geografii Przemysłu Polskiego Towarzystwa Geograficznego
- Czasopismo Przedsiębiorczość – Edukacja
- Prace Studenckiego Koła Naukowego Geografów Uniwersytetu Pedagogicznego w Krakowie

## Studenckie Koło Naukowe Geografów Uniwersytetu Pedagogicznego

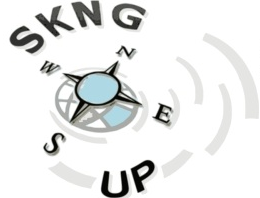
Logo Studenckiego Koła Naukowego Geografów Uniwersytetu Pedagogicznego

### Historia Studenckiego Koła Naukowego Geografów
- 1947–1948 – Powstanie Koła Naukowego Wydziału Przyrodniczo – Geograficznego – początkowo miało ono cechy szkolnego kółka przedmiotowego
- 1950–1951 – Na bazie Koła naukowego Wydziału Przyrodniczo – Geograficznego powstało Koło Naukowe Geograficzno-Biologiczne
- 1951–1952 – Oficjalna nazwa Studenckie Koło Naukowe Geografów
- 1959 – Pierwsze wystąpienie na I Zjeździe Kół Naukowych Geografów we Wrocławiu
- 1960 – Współorganizacja Ogólnopolskiego Seminarium Naukowego
- 1965 – Organizacja IV Ogólnopolskiego Zjazdu Studenckich Kół Naukowych
- 1970 – Złota Odznaka Zrzeszenia Studentów Polskich nadana za najlepszą pracę spośród wszystkich kół ze środowisk krakowskich
- 2003 – Organizacja ogólnopolskiej konferencji naukowej „Nurty badawcze we współczesnej geografii. Nowe spojrzenie na starą naukę”
- 2011 – Współorganizacja XXXV Ogólnopolskiego Zjazdu Studenckich Kół naukowych Geografów
- 2012 – Publikacja I numeru Prac Studenckiego Koła Naukowego Geografów Uniwersytetu Pedagogicznego w Krakowie
- 2013 – Organizacja ogólnopolskiej konferencji naukowej „Darmowe dane i open source w badaniach środowiska”
- 2014 – Organizacja ogólnopolskiej konferencji naukowej „Gis dziś”

### Działalność Studenckiego Koła Naukowego Geografów
- Pomoc w organizacjach konferencji naukowych przez Instytut Geografii
- Organizacja Studenckich Spotkań Podróżniczych
- Organizacja obozów naukowych
- Organizacja i współorganizacja ogólnopolskich konferencji naukowych

### Prace Studenckiego Koła Naukowego Geografów Uniwersytetu Pedagogicznego w Krakowie
Prace Studenckiego Koła Naukowego Geografów są czasopismem naukowym zawierającym publikacje członków organizacji. Pierwszy numer ukazał się w 2012 roku i wydawany jest corocznie.

### Przewodniczący i opiekunowie naukowi Studenckiego Koła Naukowego Geografów Uniwersytetu Pedagogicznego w Krakowie
| Rok akademicki | Przewodniczący      | Opiekun naukowy     | Rok akademicki | Przewodniczący   | Opiekun naukowy     |
| -------------- | ------------------- | ------------------- | -------------- | ---------------- | ------------------- |
| 1950-1951      | Henryk Lange        | Julian Sromicki     | 1960-1961      | Zbigniew Zioło   | dr Tadeusz Ziętara  |
| 1951-1952      | Tadeusz Ziętara     | Julian Sromicki     | 1961-1962      | Zbigniew Zioło   | dr Tadeusz Ziętara  |
| 1952-1953      | Tadeusz Ziętara     | dr Jan Janczyk      | 1962-1963      | Jan Karbownik    | dr Tadeusz Ziętara  |
| 1953-1954      | Jan Adamek          | mgr Tadeusz Ziętara | 1963-1964      | Jacek Niesyt     | dr Tadeusz Ziętara  |
| 1954-1955      | Stefan Miczka       | mgr Tadeusz Ziętara | 1964-1965      | Marianna Bigaj   | dr Tadeusz Ziętara  |
| 1955-1956      | Stefan Miczka       | mgr Tadeusz Ziętara | 1965-1966      | Marek Żółkiewski | mgr Władysław Nowak |
| 1956-1957      | Henryk Mróz         | mgr Tadeusz Ziętara | 1966-1967      | Marek Żółkiewski | mgr Władysław Nowak |
| 1957-1958      | Jan Gibiec          | mgr Tadeusz Ziętara | 1967-1968      | Janusz Litak     | mgr Jan Lach        |
| 1958-1959      | Stanisław Dąbrowski | dr Tadeusz Ziętara  | 1968-1969      | Zygmunt Kruczek  | mgr Jan Lach        |
| 1959-1960      | Stanisław Zając     | dr Tadeusz Ziętara  | 1969-1970      | Marek Tomiczek   | mgr Jan Lach        |

| Rok akademicki | Przewodniczący   | Opiekun naukowy         | Rok akademicki | Przewodniczący | Opiekun naukowy              |
| -------------- | ---------------- | ----------------------- | -------------- | -------------- | ---------------------------- |
| 1970-1971      | Marek Tomiczek   | mgr Jan Lach            | 1988-1989      | Andrzej Rybski | b.d.                         |
| 1971-1972      | Wanda Domałacna  | mgr Marek Żółkiewski    | vacat          | vacat          | vacat                        |
| 1972-1973      | Wanda Domałacna  | mgr Marek Żółkiewski    | 1998-1999      | Paweł Furman   | dr Wanda Wilczyńska-Michalik |
| 1973-1974      | Halina Kowalska  | doc. dr Władysław Nowak | 1999-2000      | Paweł Furman   | dr Wanda Wilczyńska-Michalik |
| vacat          | vacat            | vacat                   | 2000-2001      | b.d.           | dr Wiktor Osuch              |
| 1982-1983      | Roman Malarz     | b.d.                    | 2001-2002      | b.d.           | dr Wiktor Osuch              |
| 1983-1984      | Wojciech Łopatka | b.d.                    | 2002-2003      | b.d.           | dr Wiktor Osuch              |
| 1984-1985      | Mariusz Szubert  | b.d.                    | 2003-2004      | Paweł Rymarz   | dr Wiktor Osuch              |
| vacat          | vacat            | vacat                   | 2004-2005      | Paweł Rymarz   | dr Wiktor Osuch              |
| 1987-1988      | Andrzej Rybski   | b.d.                    | 2005-2006      | Maciej Trela   | dr Wiktor Osuch              |

| Rok akademicki | Przewodniczący                   | Opiekun naukowy                                  | Rok akademicki | Przewodniczący      | Opiekun naukowy                    |
| -------------- | -------------------------------- | ------------------------------------------------ | -------------- | ------------------- | ---------------------------------- |
| 2006-2007      | Marcin Semczuk                   | dr Wiktor Osuch                                  | 2011-2012      | Marcin Popiel       | dr Piotr Dolnicki dr Rafał Kroczak |
| 2007-2008      | Marcin Semczuk                   | dr Wiktor Osuch                                  | 2012-2013      | Dariusz Mikołajczyk | dr Piotr Dolnicki dr Rafał Kroczak |
| 2008-2009      | Karol Majewski Marcin Baranowski | dr inż. Witold Warcholik dr Krzysztof Wiedermann | 2013-2014      | Gabriela Bołoz      | dr Rafał Kroczak dr Paweł Struś    |
| 2009-2010      | Mariusz Krukar                   | dr inż. Witold Warcholik dr Krzysztof Wiedermann | 2014-2015      | Piotr Cybul         | dr Rafał Kroczak dr Paweł Struś    |
| 2010-2011      | Elżbieta Lubasińska              | dr inż. Witold Warcholik dr Krzysztof Wiedermann | 2015-2016      | Magdalena Mantura   | dr Daniel Okupny dr Paweł Struś    |
| 2016-2018      | Justyna Karaś                    | dr Daniel Okupny dr Paweł Struś                  |                |                     |                                    |
| 2018-2019      | Barbara Bugajska                 | prof. Jacek Szmańda                              |                |                     |                                    |
| 2019-2020      | Wojciech Brzyski                 | dr Karol Witkowski mgr inż. Szymon Kowalik       |                |                     |                                    |

## Osoby związane z Instytutem
- Michał Apollo
- Maria Dobrowolska
- Jan Flis
- Lech Haydukiewicz
- Andrzej Jaeschke
- Zygmunt Kruczek
- Mariusz Krukar
- Andrzej Maryański
- Rodion Mochnacki
- Sławomir Piskorz
- Tadeusz Ziętara
- Marek Żołądek